# Sons of Satan Praise the Lord
Sons of Satan Praise the Lord är det andra samlingsalbumet av det svenska death metal-bandet Entombed, som gavs ut den 11 november 2002 genom Music For Nations. Albumet innehåller alla studiocovers från 1993 till 1999 som Entombed har spelat in.

## Låtförteckning

### Första Skivan
1. "Black Breath" - 02:31 (Repulsion)
2. "Albino Flogged In Black" - 06:27 (Stillborn)
3. "March of the S.O.D" - 01:31  (S.O.D)
4. "Sergeant D. & The S.O.D." - 02:26 (S.O.D)
5. "Some Velvet Morning" - 03:51 (Lee Hazlewood)
6. "One Track Mind" - 05:03 (Motörhead)
7. "Hollywood Babylon" - 02:27 (Misfits)
8. "Night of the Vampire" - 05:01 (Roky Eriksson)
9. "God of Thunder" - 04:43 (Kiss)
10. "Something I Learnt Today" - 02:11 (Hüsker Dü)
11. "21st Century Schizoid Man" - 03:20 (King Crimson)
12. "Black Juju" - 03:48 (Alice Cooper)
13. "Amazing Grace" - 01:47 (punk version)

### Andra Skivan
1. "Satan" - 01:15 (The Dwarves)
2. "Hellraiser" - 05:49 (Christopher Young)
3. "Kick Out The Jams" - 02:52 (MC5)
4. "Yout' Juice" - 02:48 (Bad Brains)
5. "Bursting Out" - 03:45 (Venom)
6. "State of Emergency" - 02:37 (Stiff Little Fingers)
7. "Under the Sun" - 05:52 (Black Sabbath
8. "Vandal X" - 01:53	 (Unsane)
9. "Tear It Loose" - 03:20 (Twisted Sister)
10. "Scottish Hell" - 03:10 (Dead Horse)
11. "The Ballad of Hollis Brown" - 04:08 (Bob Dylan)
12. "Mesmerization Eclipse" - 04:02 (Captain Beyond)
13. "Lost" - 03:13 (Jerry's Kids)
14. "Amazing Grace" - 01:40 (Mellow Drunk version)

## Banduppsättning

### Sång
- L-G Petrov

### Gitarr
- Alex Hellid
- Ulf Cederlund

### Bas
- Lars Rosenberg
- Jörgen Sandström

### Trummor
- Nicke Andersson
- Peter Stjärnvind